# 马厂遗址 (鲁甸)
马厂遗址，位于云南省昭通市鲁甸县茨院回族乡葫芦口村的一个遗址，属新石器时代遗址。

## 特点
1960年，文物调查时发现，位于文屏镇一处较为平坦的丘陵地带。1962年，云南省博物馆采集到的遗物有20余件，为石器和陶器。石器的器形都较小，有梯形石锛和穿孔石刀等。陶器大多为陶罐，包括单耳细颈小瓶，质地为泥质灰陶，青灰色、多轮制，胎壁厚。器物表面多以磨、刮整形，外表有一层似陶衣的黑色。个别器物在肩、腹部刻划点、线和符号等，少数底面有叶脉纹。1960年再次调查采集有段石锛一件。

## 图片

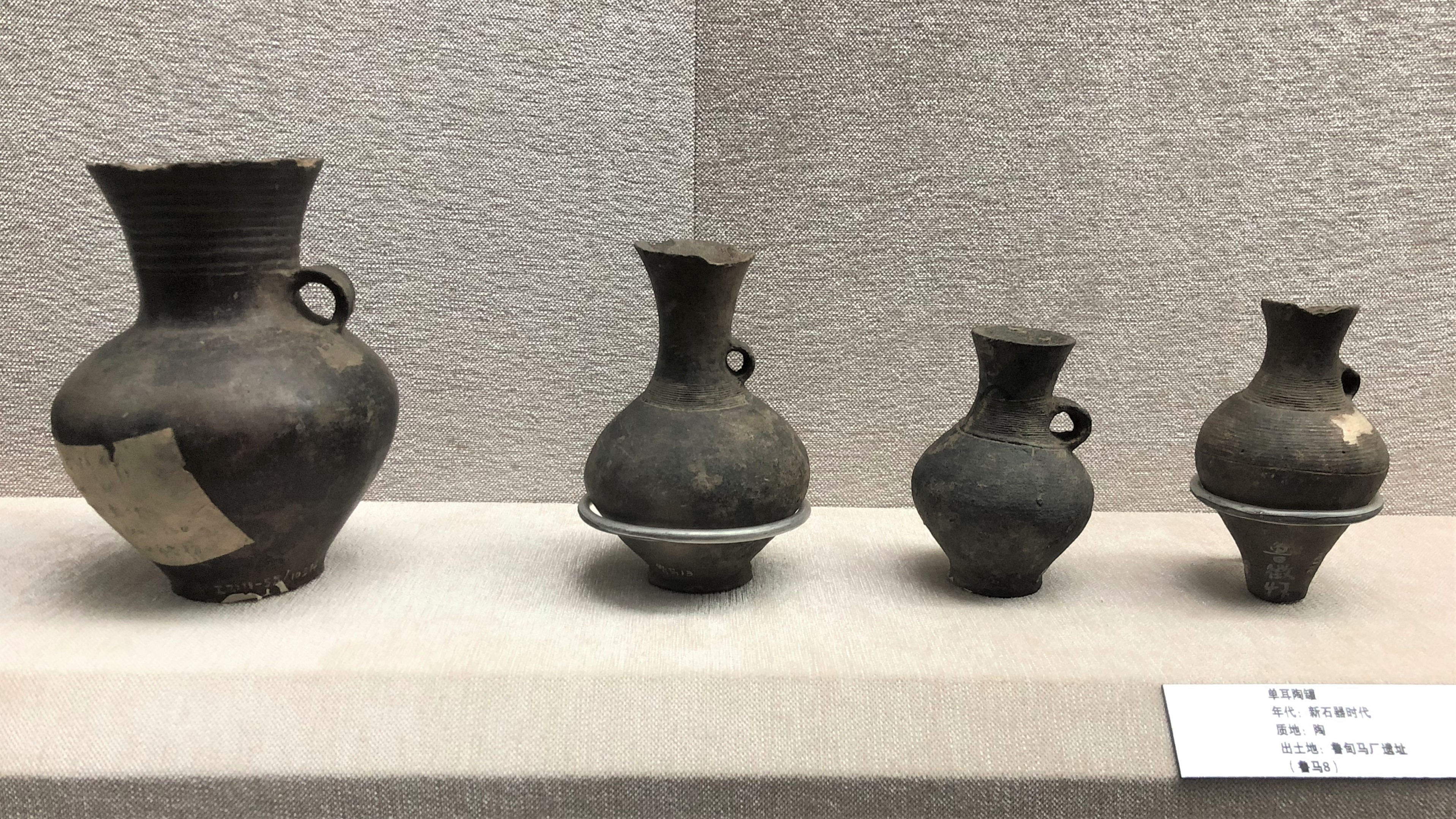
单耳陶罐，出土自鲁甸马厂遗址，藏于云南省博物馆
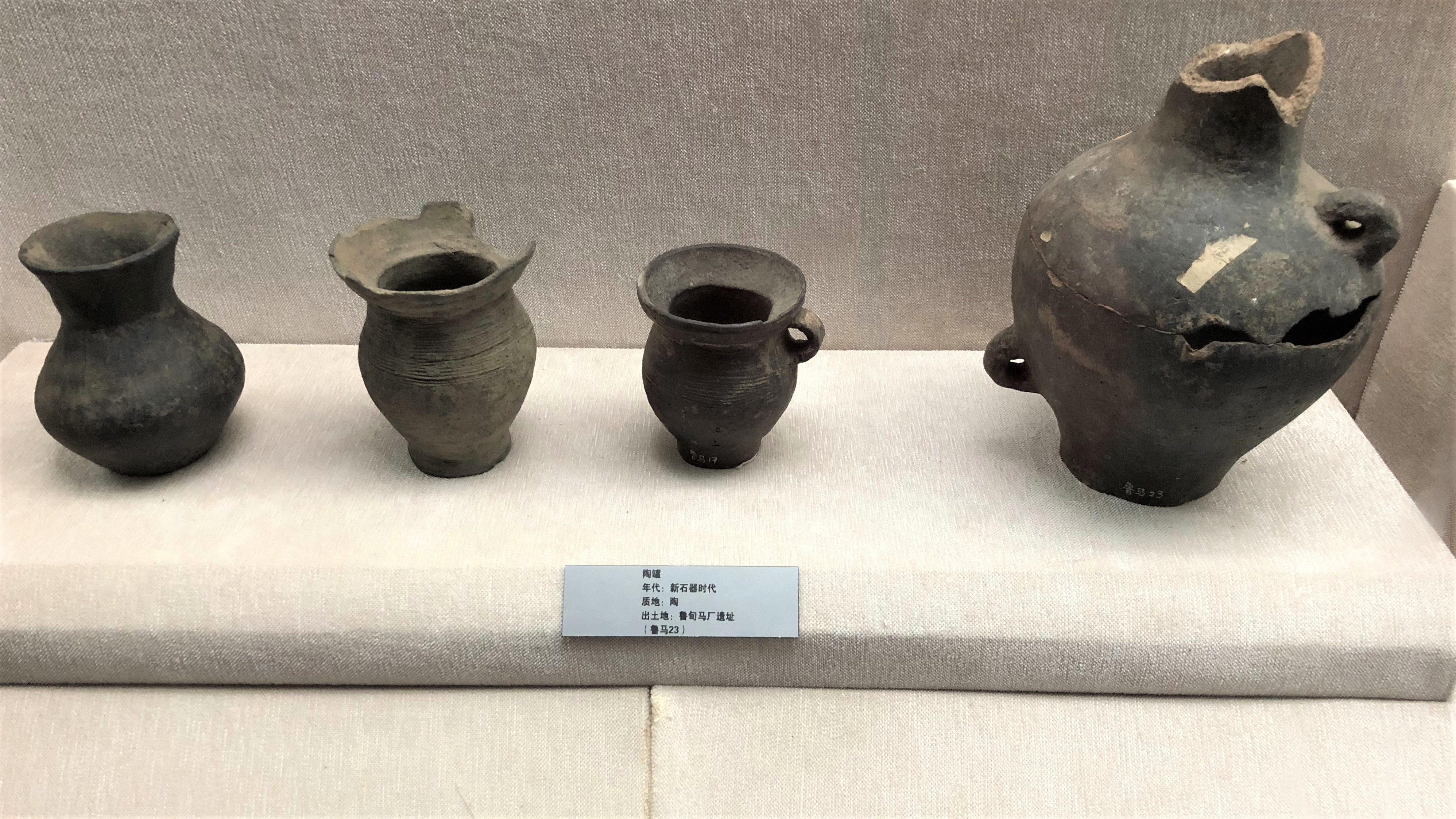
陶罐，出土自鲁甸马厂遗址，藏于云南省博物馆
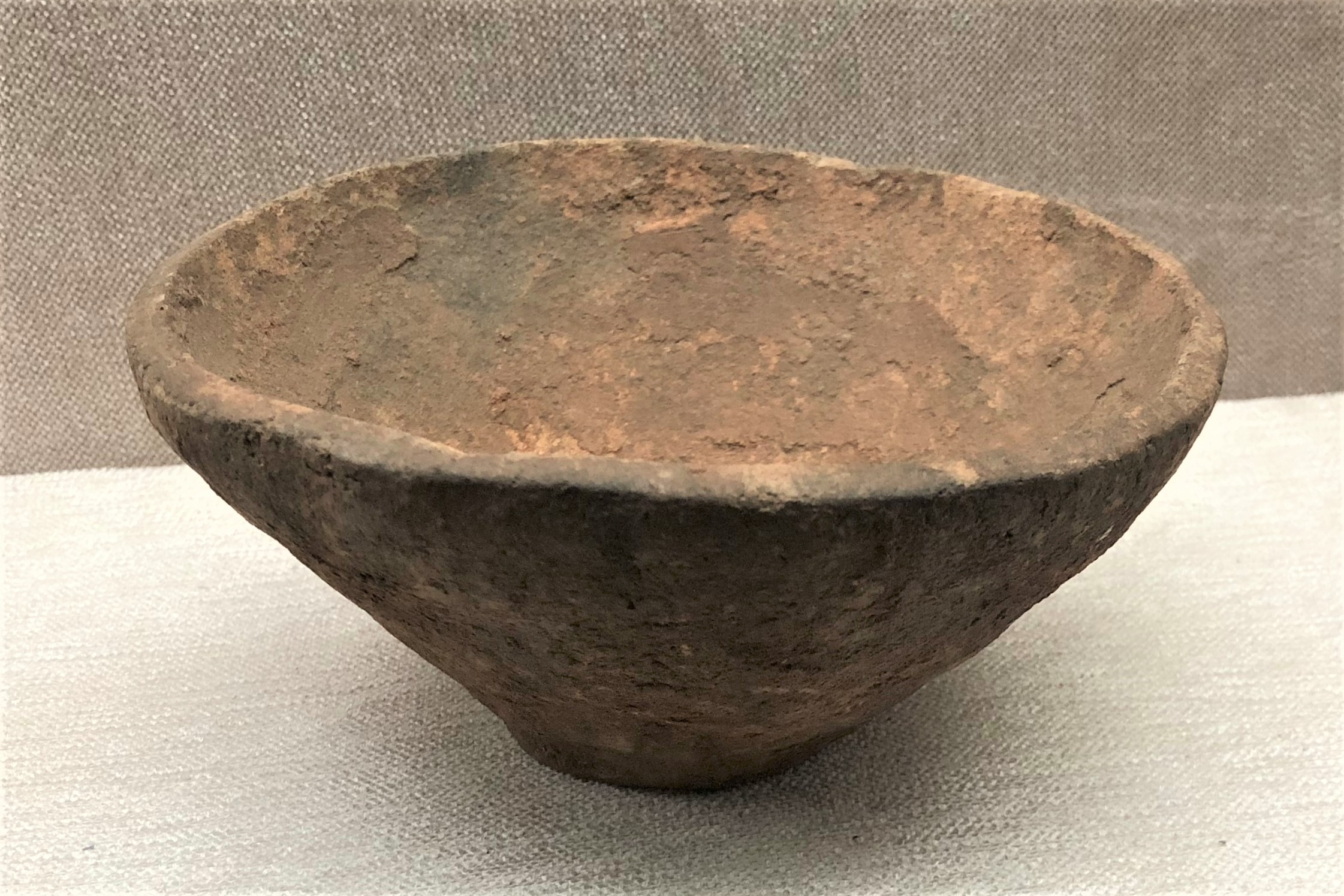
陶碗，出土自鲁甸马厂遗址，藏于云南省博物馆
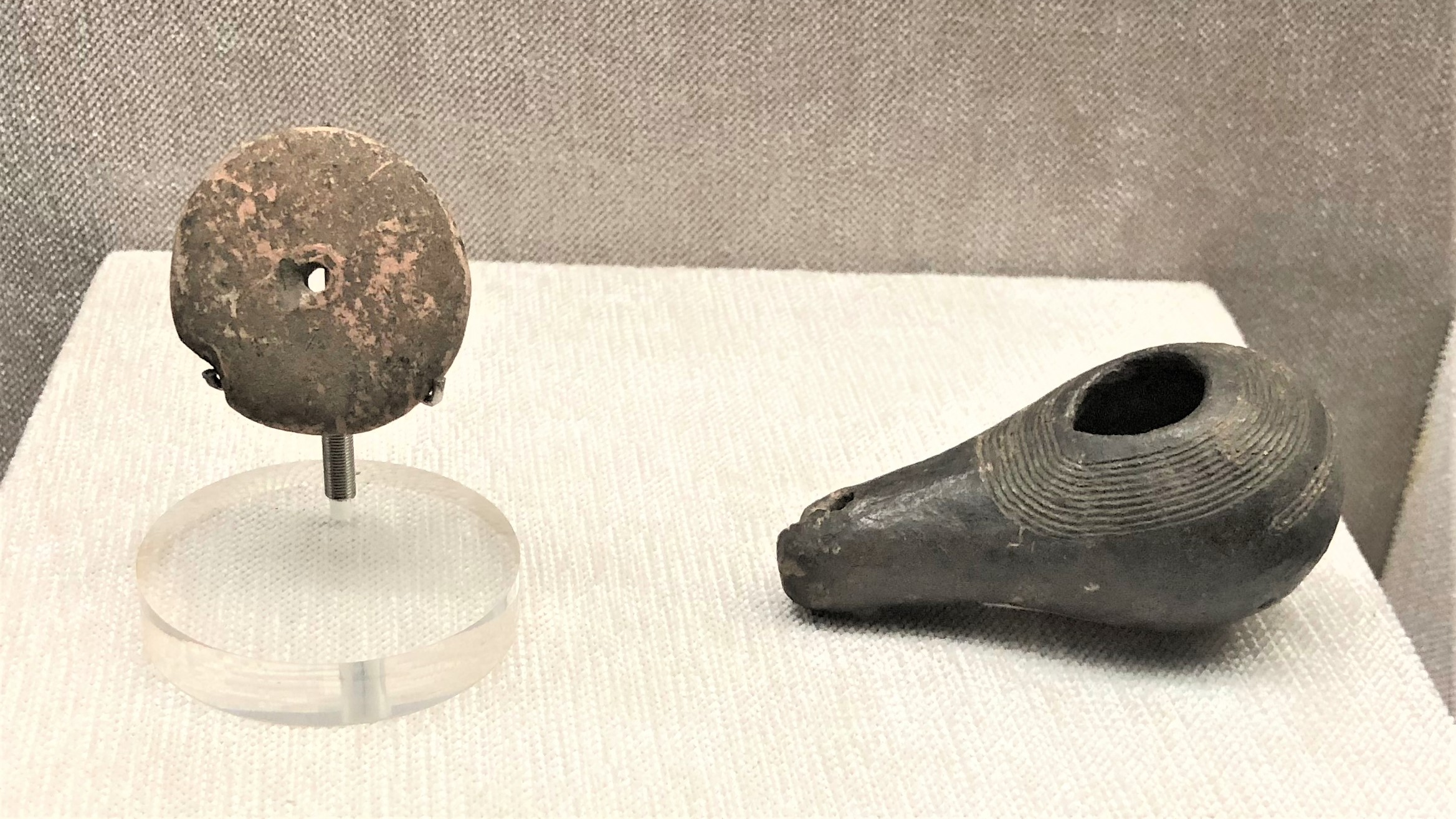
陶纺轮、勺形器，出土自鲁甸马厂遗址，藏于云南省博物馆